# Aelbert Cuyp

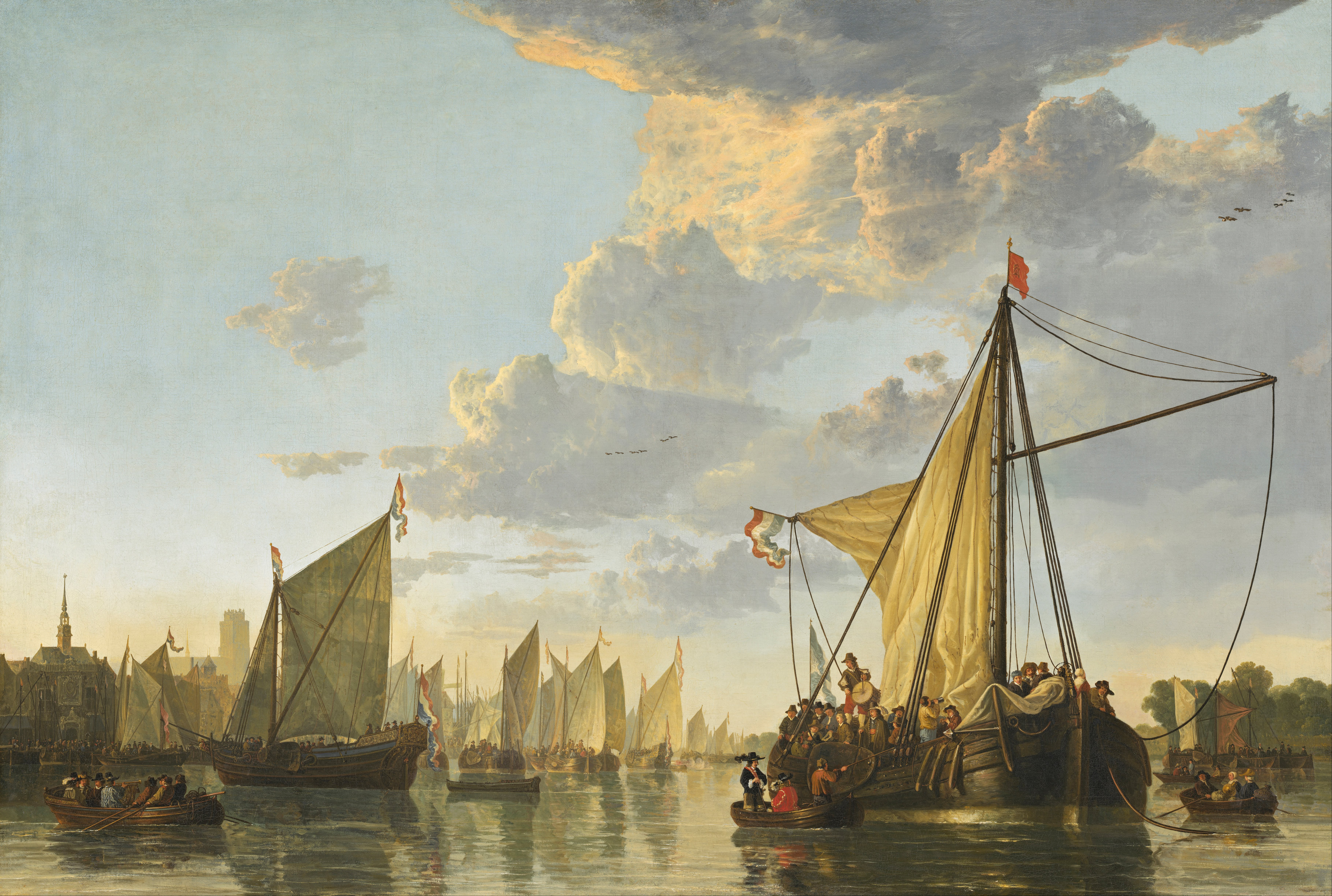
Maas la Dordrecht, circa 1650, arătând râul Maas în fața orașului natal al lui Cuyp, Dordrecht, Galeria Națională de Artă.

Aelbert Jacobsz. Cuyp (n. 20 octombrie 1620, Dordrecht, Olanda de Sud, Țările de Jos – d. 15 noiembrie 1691, Dordrecht, Olanda de Sud, Țările de Jos) a fost unul dintre principalii pictori neerlandezi din epoca de aur, producând în principal peisaje. Cel mai faimos dintre o familie de pictori, elevul tatălui său Jacob Gerritsz. Cuyp (1594–1651 / 52), este cunoscut în special pentru peisajele sale mari asupra scenelor olandeze de pe malul râului într-o lumină aurie dimineața devreme sau după-amiaza târziu.

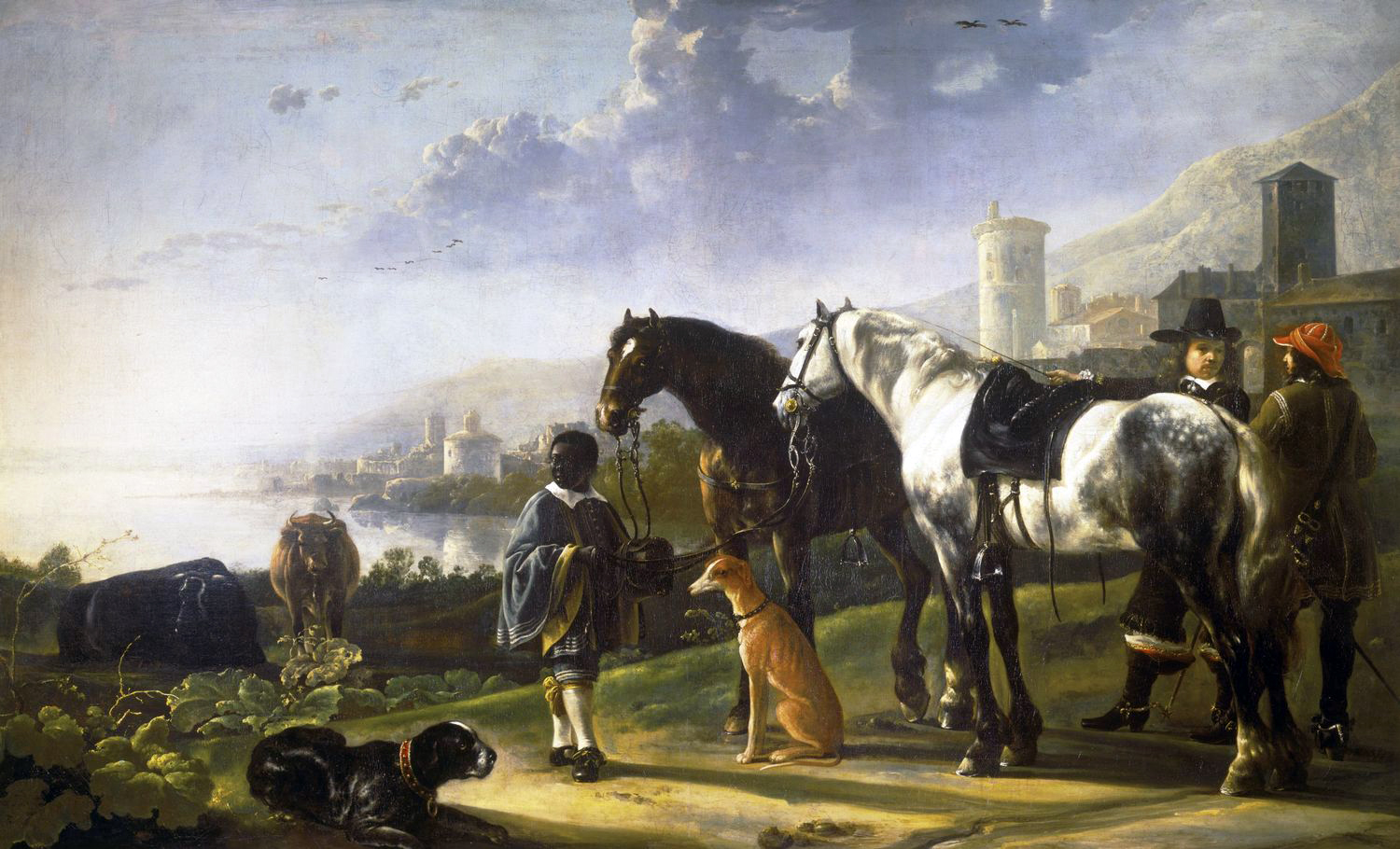
The Negro Page circa 1652, Royal Collection